# Abtenau
Abtenau – gmina targowa w Austrii, w kraju związkowym Salzburg, w powiecie Hallein. Liczy 5808 mieszkańców (1 stycznia 2015).

## Współpraca
Miejscowość partnerska:
- Big Bear Lake, Stany Zjednoczone
- Münster, Niemcy